# Roland Hüve

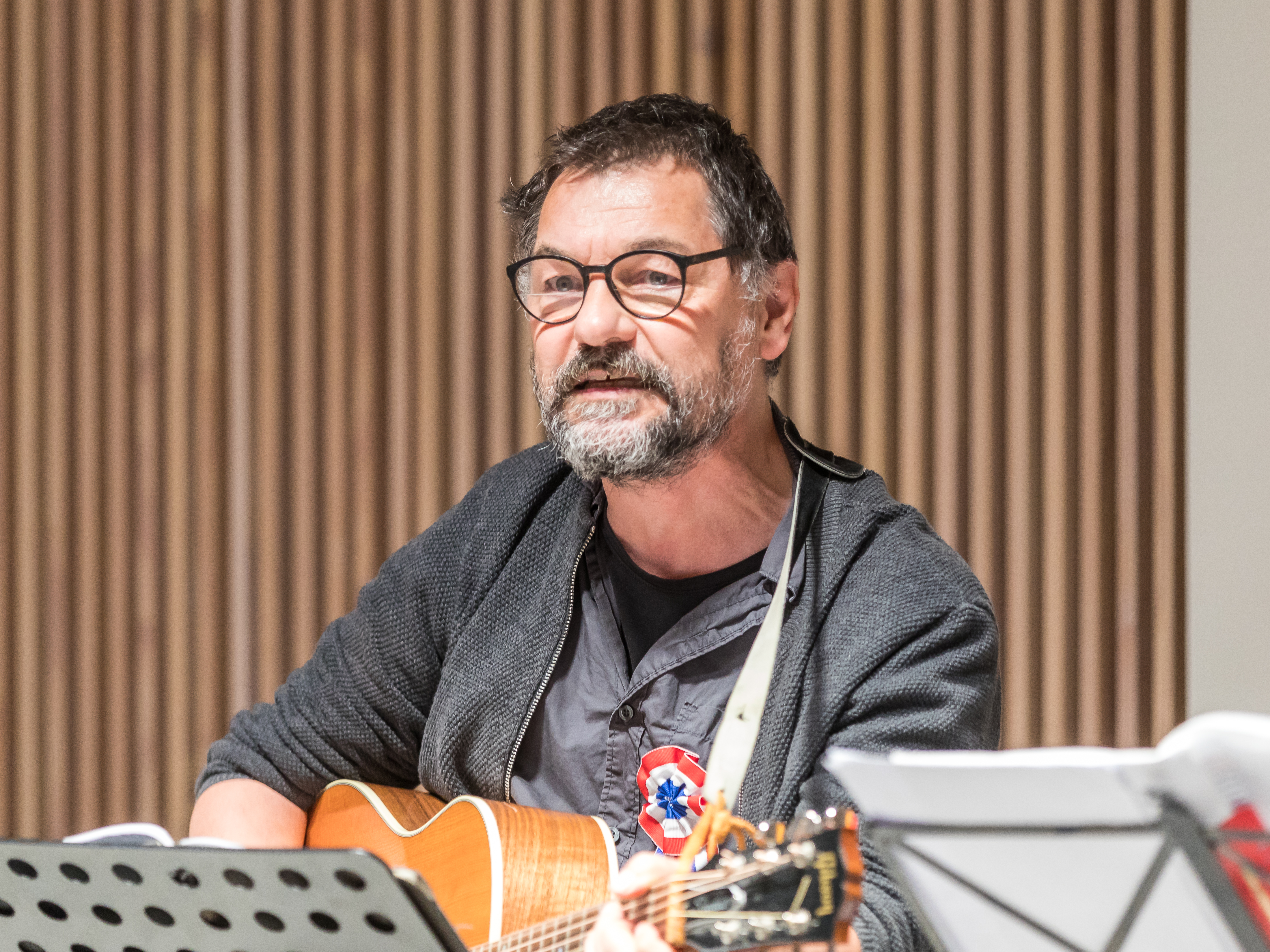
Ronald Hüve, 2023

Roland Hüve (* 2. April 1962 in Dortmund) ist ein deutscher Theaterregisseur und Autor.
Hüve studierte Germanistik, Romanistik und Theaterwissenschaften in Köln und Paris. Bereits während des Studiums arbeitete er als Regieassistent in der Hörspielabteilung des WDR in Köln und gründete 1985 die freie Theatergruppe Theater Euskirchen. 1992 und 1993 war er als Regieassistent im Düsseldorfer Schauspielhaus (Kinder- und Jugendtheater) engagiert, wo in der Folge auch die ersten professionellen Inszenierungen entstehen.
Seit 1994 arbeitet Hüve als Regisseur an zahlreichen deutschen Bühnen und Theaterhäusern, unter anderem in Düsseldorf, Göttingen, Frankfurt, Osnabrück, Wilhelmshaven, Bielefeld, Krefeld, Köln, Annaberg-Buchholz, Augsburg und Tübingen. 2005 bis 2007 war er Oberspielleiter am Theater Augsburg. Er ist daneben auch als Dialogregisseur bei der Film-Synchronisation tätig.
Hüve ist Autor und Bearbeiter von Theaterstücken, Kinderbüchern, Comics (in Zusammenarbeit mit Reinhard Kleist) und deutschen Synchronfassungen zahlreicher ausländischer Film- und TV-Produktionen. Er lebt in Köln.

## Inszenierungen (Auswahl)
- Woody Allen: GOTT, Theater Euskirchen, 1986
- Douglas Adams: PER ANHALTER DURCH DIE GALAXIS, Theater Euskirchen, 1993
- Friedrich Schiller: KABALE UND LIEBE, Düsseldorfer Schauspielhaus, 1996
- Irvine Welsh: TRAINSPOTTING, Städtische Bühnen Osnabrück, 1997
- Shakespeare/Cornelissen: HEINRICH V., Deutsches Theater Göttingen 1998
- Sören Voima: DAS KONTINGENT, Stadttheater Wilhelmshaven, 2002
- Harold Pinter: DER HAUSMEISTER, Städt. Bühnen Krefeld/Mönchengladbach, 2002
- Theresia Walser: KING KONGS TÖCHTER, Städt. Bühnen Osnabrück, 2002
- Roland Hüve: HORT UND TOTSCHLAG (UA), Städt. Bühnen Osnabrück, 2003[1]
- Wilhelm Hauff: DER KLEINE MUCK, Festspiele Bad Hersfeld, 2003
- Anton Tschechow: DREI SCHWESTERN, Theater Augsburg, 2006
- Georg Büchner: DANTONS TOD, Theater Augsburg 2007[2]
- Mozart/da Ponte: COSÌ FAN TUTTE, Theater Augsburg 2007
- Stephen Sondheim: COMPANY, Theater Bielefeld 2012[3]
- Roland Hüve: LOTTE UND LENYA (UA), Theater Bielefeld 2014
- Nis Momme Stockmann: DER MANN DER DIE WELT Aß, Theater Aachen 2014[4]
- Bernstein/Laurents/Sondheim: WEST SIDE STORY, Theater Bremerhaven 2014
- Paul Abraham: BALL IM SAVOY, Theater Hagen 2014
- Roland Hüve: MARLENE JUDY MARILYN (UA), Theater Krefeld/Mönchengladbach 2015[5]
- Roland Hüve/Ensemble: DIE CHARTS (UA), Arturo Schauspielschule Köln 2015
- Frank Wildhorn: SCARLET PIMPERNEL, Oper Chemnitz 2016
- John Landis/Dan Aykroyd: BLUES BROTHERS, Theater Hagen 2017[6]
- Bollard/Bollard: DIE DREI MUSKETIERE, Freilichtspiele Altusried 2017[7]
- Paul G. Brown: RASPUTIN (UA), Theater Hof 2017
- David Javerbaum: GOTT DER ALLMÄCHTIGE, Volksbühne am Rudolfplatz, Köln / Theater am Kurfürstendamm, Berlin 2017/2018[8]
- Jacques Offenbach: ORPHEUS IN DER UNTERWELT, Kammeroper Köln 2018/2019

## Veröffentlichungen (Auswahl)
- Minna Spaghetti (Kinderbuch, mit Ralf Liebe und Reinhard Kleist) Eichborn Verlag 1994
- Lovecraft, Comic, mit Reinhard Kleist (Max-und-Moritz-Preis für das beste deutschsprachige Comic-Album), Ehapa 1994
- Dorian, Comic, mit Reinhard Kleist, Ehapa 1996
- Fucked, Comic, mit Reinhard Kleist, Reprodukt 2001
- Kabale und Liebe, Bearbeitung, UA Düsseldorfer Schauspielhaus 1996, Pegasus Verlag/Autorenagentur
- Till Eulenspiegel, UA Düsseldorfer Schauspielhaus 1997, Pegasus Verlag/Autorenagentur
- Neanderthal, Musical, UA Stadttheater Mettmann 1999
- Hort und Totschlag, UA Theater Osnabrück 2003
- Sprengsätze, Stück, Theaterverlag Desch, München 2010